# Eleição parlamentar na Albânia em 1997
A eleição parlamentar albanesa de 1997 foi realizada em 29 de junho e consistiu no 4º pleito eleitoral realizado no país desde sua redemocratização em 1991.
Além da eleição parlamentar, um referendo nacional foi realizado de forma simultânea para decidir se a Albânia manteria a república ou restauraria a monarquia como forma de governo para o país. A monarquia acabou rejeitada por 2/3 do eleitorado albanês, permanecendo a opção pela república.

## Resultados eleitorais

### Eleição parlamentar
| Partido                           | Partido                                   | Votos     | %     | Cadeiras | +/–  |
| --------------------------------- | ----------------------------------------- | --------- | ----- | -------- | ---- |
|                                   | Partido Socialista da Albânia             | 413 369   | 31.60 | 101      | 91   |
|                                   | Partido Democrático da Albânia            | 315 677   | 24.13 | 24       | 98   |
|                                   | Partido Social-Democrata da Albânia       | 245 181   | 18.74 | 9        | Novo |
|                                   | Partido da Unidade pelos Direitos Humanos | 41 157    | 3.15  | 4        | 1    |
|                                   | Partido Democrata Cristão da Albânia      | 4 608     | 0.35  | 2        | Novo |
|                                   | Partido Republicano da Albânia            | 10 875    | 0.83  | 1        | 2    |
|                                   | Partido da Frente Nacional Albanesa       | 9 106     | 0.70  | 1        | 1    |
|                                   | Independentes                             | 36 380    | 2.78  | 11       | Novo |
| Total de votos válidos            | Total de votos válidos                    | 1 308 023 | 92.58 | –        | –    |
| Votos inválidos (brancos e nulos) | Votos inválidos (brancos e nulos)         | 104 906   | 7.42  | –        | –    |
| Total de votos registrados        | Total de votos registrados                | 1 412 929 | 100   | –        | –    |
| Eleitorado apto a votar           | Eleitorado apto a votar                   | 1 947 235 | 72.56 | –        | –    |

### Referendo nacional
| Opções                            | Opções                            | Votos     | %     |
| --------------------------------- | --------------------------------- | --------- | ----- |
|                                   | Favorável à monarquia             | 450 478   | 33.30 |
|                                   | Contrário à monarquia             | 904 359   | 66.70 |
| Total de votos válidos            | Total de votos válidos            | 1 354 837 | 95.20 |
| Votos inválidos (brancos e nulos) | Votos inválidos (brancos e nulos) | 68 372    | 4.80  |
| Total de votos registrados        | Total de votos registrados        | 1 423 209 | 100   |
| Eleitorado apto a votar           | Eleitorado apto a votar           | 1 986 550 | 71.64 |

## Repercussão e análise
No rescaldo da Revolta civil de 1997, que abalou fortemente a imagem pública do governo de centro-direita do PDSh, liderado à época pelo então primeiro-ministro Aleksandër Meksi, o presidente da República Sali Bersiha optou por demiti-lo e indicar em seu lugar Bashkim Fino, deputado do oposicionista PSSh, para liderar um governo de salvação nacional que ficou responsável por organizar uma nova eleição parlamentar, atendendo a uma das principais reivindicações dos revoltosos.
Confirmando a tendência apontada pelas pesquisas de opinião, o PSSh obteve uma grande vitória eleitoral, conquistando 31,60% dos votos válidos e obtendo pela primeira vez em sua história uma maioria absoluta de assentos no Parlamento da Albânia com a eleição de 101 deputados. O PDSh, por sua vez, amargou uma trágica derrota eleitoral ao obter somente 24,13% dos votos válidos, o que acarretou em uma diminuição massiva de sua bancada parlamentar, passando de 122 para somente 24 deputados, o que inviabilizou sua continuidade no governo.
Como consequências diretas, o presidente Sali Berisha reconheceu a derrota eleitoral de seu partido e renunciou ao cargo em 9 de julho. Por sua vez, o socialista Fatos Nano foi indicado pelo novo presidente Rexhep Meidani, também socialista, para ser o novo primeiro-ministro.